# دودانگه (بروجرد)
دودانگه روستایی است از توابع شهرستان بروجرد در استان لرستان. این روستا در دهستان دره‌صیدی در بخش. مرکزی این شهرستان قرار دارد. این روستا مرکز بخش سروند بروجرد می‌باشد. 